# Gerard Jacques
Gerard, Rogier, Pieter, baron Jacques, né le 1er avril 1928 à Roulers et mort le 17 mars 2022 à Bruges, est un diplomate belge, qui fut Grand maréchal de la Cour belge.
Il est licencié en sciences politiques et administratives.
Il est Grand maréchal honoraire de la Cour de Belgique, ambassadeur honoraire de S.M. le Roi des Belges et administrateur territorial honoraire au Congo belge.

## Distinctions
- Grand cordon de l'ordre de Léopold
- Grand-croix de l'ordre de la Couronne
- Chevalier de l'ordre de l'Étoile africaine
- Grand-croix de l'ordre d'Orange-Nassau
- Grand-croix de l'ordre d'Adolphe de Nassau
- Grand officier de la Légion d'honneur

Il a été élevé au rang de baron. Sa devise est Nunquam Cedendo.